# Filibranchus roseus
Filibranchus roseus är en ringmaskart som beskrevs av Malm 1874. Filibranchus roseus ingår i släktet Filibranchus och familjen Trichobranchidae. Inga underarter finns listade i Catalogue of Life.